# Воронов Феодосій Діонісійович
Феодосій Діонісійович Воронов (нар. 28 січня 1904, місто Новомосковськ, тепер Дніпропетровської області — 5 жовтня 1975, місто Москва) — радянський державний діяч, директор Магнітогорського металургійного комбінату Челябінської області, голова Челябінської Ради народного господарства, заступник міністра чорної металургії СРСР. Кандидат у члени ЦК КПРС у 1956—1961 роках. Член ЦК КПРС у 1961—1971 роках. Депутат Верховної Ради Російської РФСР 5—7-го скликань. Герой Соціалістичної Праці (19.07.1958).

## Життєпис
Народився в родині робітника-коваля. Навчався в Маріупольському технікумі шляхів сполучення.
Трудову діяльність розпочав у 1923 році ремонтником на залізниці в місті Маріуполі.
Член ВКП(б) з 1927 року.
У 1927—1930 роках — студент Дніпропетровського гірничого інституту, інженер-сталеплавильник.
У 1930—1933 роках — начальник зміни, заступник начальника мартенівського цеху, в 1933—1937 роках — начальник мартенівського цеху Нижньодніпровського трубопрокатного заводу імені Карла Лібкнехта.
У 1937—1938 роках — директор Дніпропетровського металургійного заводу імені Комінтерну.
У 1938—1939 роках — заступник головного інженера металургійного заводу імені Дзержинського в місті Дніпродзержинську.
У 1939—1941 роках — головний інженер металургійного заводу імені Петровського в місті Дніпропетровську.
У 1941—1946 роках — начальник першого мартенівського цеху Магнітогорського металургійного комбінату в місті Магнітогорську Челябінської області.
У 1947—1951 роках — головний інженер Єнакіївського металургійного заводу Сталінської області; головний інженер металургійного заводу імені Дзержинського в місті Дніпродзержинську.
У 1951—1954 роках — головний інженер Магнітогорського металургійного комбінату Челябінської області.
У 1954—1960 роках — директор Магнітогорського металургійного комбінату Челябінської області.
Указом Президії Верховної Ради СРСР від 19 липня 1958 року за видатні успіхи, досягнуті в справі розвитку чорної металургії, Воронову Феодосію Діонісійовичу присвоєно звання Героя Соціалістичної Праці з врученням ордена Леніна і золотої медалі «Серп і Молот».
У 1960 — серпні 1961 року — голова Ради народного господарства (раднаргоспу) Челябінського економічного адміністративного району.
У серпні 1961 — 1968 року — директор Магнітогорського металургійного комбінату Челябінської області.
У 1968 — серпні 1975 року — заступник міністра чорної металургії СРСР.
Помер 5 жовтня 1975 року після нетривалої важкої хвороби. Похований в Москві на Новодівочому цвинтарі.

## Нагороди і звання
- Герой Соціалістичної Праці (19.07.1958)
- три ордени Леніна (31.03.1945, 19.07.1958, 22.03.1966)
- орден Жовтневої Революції (25.08.1971)
- чотири ордени Трудового Червоного Прапора (30.09.1943, 6.02.1951, 30.01.1952, 31.01.1964)
- орден Дружби народів (28.01.1974)
- дві медалі «За трудову доблесть» (5.05.1949, 11.01.1957)